# Tridelta
Tridelta mit Sitz in Hermsdorf im Thüringer Holzland ist das Nachfolgeunternehmen des Kombinat VEB Keramische Werke Hermsdorf (KWH).

## Geschichte
Zu DDR-Zeiten wurden Keramik-Überspannungsableiter und Isolatoren, Ferritkerne und Elektronikbauteile (insbesondere Hybridschaltkreise der Serie KME3) produziert. Vorgänger der KWH vor 1946 war das Unternehmen Hermsdorf-Schomburg-Isolatoren GmbH (HESCHO), das 1922 aus der Fusion der Margarethenhütte bei Großdubrau mit der Porzellanfabrik Kahla hervorging und hauptsächlich Porzellanisolatoren herstellte, zunehmend insbesondere für Hochspannungs-Fernleitungen. Im Geschäftsjahr 2018/2019 war Tridelta an der Sanierung von Kahla Porzellan beteiligt, wie aus Geschäftsberichten der Unternehmen hervorgeht. Eine Beteiligung bestand zu dieser Zeit jedoch nicht.
1997 wurde die Fertigung der Magnetfabrik Aplerbeck in Dortmund erworben. Die Sparte der Überspannungsableiter wurde im Jahr 2015 an die japanische Meiden Group verkauft und bezeichnet sich seitdem als Tridelta Meidensha GmbH. Der Standort befindet sich jedoch nach wie vor an gleicher Stelle auf dem Hermsdorfer Tridelta-Gelände, sämtliche Arbeitsplätze wurden erhalten und das Unternehmenswachstum konnte fortgesetzt werden. Zuvor gehörte auch ein französischer Ableiterproduzent zum Konzern, der 2010 von Areva übernommen und später wieder veräußert wurde. Zeitweise lag der konsolidierte Konzernumsatz somit bei deutlich über 60 Mio. Euro, was die Tridelta Gruppe zu einem der umsatzstärksten Wirtschaftsunternehmen mit Sitz in Thüringen machte. Es wurden weit über 600 Mitarbeiter beschäftigt. Durch weitere Zu- und Verkaufstätigkeiten der folgenden Jahre schwankten der Konzernumsatz sowie die Mitarbeiteranzahl deutlich. Grund hierfür waren jedoch offenbar keine finanziellen Probleme, wie aus den Geschäftsberichten des Konzerns hervorgeht, sondern eine Veränderung der Unternehmensstrategie.

## Heute

Logo der Keramischen Werke Hermsdorf

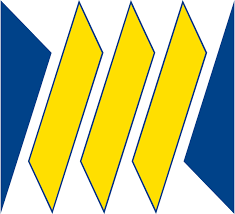
Das Logo der Tridelta Unternehmensgruppe heute, das in teils abgewandelter Form heute von allen Unternehmen der Unternehmensgruppe verwendet wird.

Aktuelle operative Sparten sind der Werkzeug- und Formenbau der Triwefo GmbH (Hermsdorf), die Produktion von Magnetsystemen im Rahmen der Tridelta Magnetsysteme GmbH (Dortmund), die Produktion von keramischen Magneten und Magnetpulver der Tridelta Hartferrite GmbH (Hermsdorf) sowie die Produktion vielfältig einsetzbarer Sinterwerkstoffe der Tridelta Siperm GmbH (Dortmund).
Die Triwefo GmbH feierte 2023 ihr 30-jähriges Bestehen.
Daneben verwaltet die Tridelta Gruppe Industriegelände mit einer Grundfläche von über 10 Hektar und Büro- und Produktionsflächen von knapp 70.000 m² an den Standorten Hermsdorf und Dortmund. Hierzu zählt auch die Stromversorgung größerer Teile des Tridelta Gewerbegebiets Hermsdorf, die unter dem Namen Tridelta Energieversorgungs GmbH firmiert.
Die Tridelta Gruppe ist Gründungsmitglied des Tridelta Campus Hermsdorf, einem Zusammenschluss Hermsdorfer Industrieunternehmen im Rahmen einer Standortinitiative, in deren Rahmen z. B. das 12,7 Mio. Euro schwere Saphir-Projekt verwirklicht wird.
Auf dem ehemaligen Gelände der Magnetfabrik Aplerbeck, auf dem ein Teil der Magnetproduktion weiterhin betrieben wird, befindet sich unter anderem ein Magnetmuseum, das die Tridelta Gruppe mit zwei Mitarbeitern weiterhin ehrenamtlich betreibt. Wegen Umzugs innerhalb des Geländes ist das Museum bis Anfang 2024 geschlossen und eröffnet dann auf größerer, renovierter Fläche.
Geschäftsführer der Tridelta-Gruppe ist seit dem Jahr 2000 Hans-Heinrich Matthias, ehemaliger Bankdirektor im Auslandsgeschäft der Dresdner Bank, der im Jahr 2000 die operative Führung zunächst interimistisch übernahm und aus dem damals hochverschuldeten und problembehafteten Unternehmen die heute wieder erfolgreiche Unternehmensgruppe formte. Verschiedene Unternehmensbereiche wie die Tridelta Überspannungsableiter GmbH, heute Tridelta Meidensha GmbH, konnten durch ihn groß gemacht werden, der Umsatz konnte in zweistelliger Millionenhöhe gesteigert werden. Er ist nach wie vor Geschäftsführer des Konzerns.
Regionale Bekanntheit erlangte die Tridelta nicht nur durch ihre Geschichte, sondern auch durch Aktionen wie kostenlosen Elektro-Dienst-Fahrrädern für sämtliche interessierte Mitarbeiter.
Die Tridelta-Gruppe gab am 9. März 2024 in Social Media bekannt, PV-Anlagen für die eigene Nutzung mit einer Leistung von 3MWp auf eigenen Dächern zu bauen und damit den Strombedarf der Firma bilanziell vollständig decken zu können. Die Ausschreibungsunterlagen der Bundesnetzagentur belegen dies. Wenig später wurde ebenfalls in Social Media bekannt gegeben, dass die PV-Kapazität bis Ende 2025 auf 4,7MWp erweitert wird und das Unternehmen somit mehr Solar-Strom erzeugt als es selbst verbrauchen kann.

## Tochterunternehmen
- Tridelta Energieversorgungs GmbH, Hermsdorf
- Tridelta Magnetokeramik GmbH, Hermsdorf
- Tridelta Dortmund GmbH, Dortmund
- Tridelta Siperm GmbH, Dortmund
- Tridelta Magnetsysteme GmbH, Dortmund[14]
- Tridelta Hartferrite GmbH, Hermsdorf
- TriWeFo Tridelta Werkzeug- und Formenbau GmbH, Hermsdorf
- Tridelta Systemhaus GmbH, Hermsdorf (bis 2020)
- Tridelta Überspannungsableiter GmbH, Hermsdorf (bis 2014)
- Tridelta Beteiligungs-GmbH, Hermsdorf (Beteiligungsgesellschaft der Tridelta-Gruppe.)

Namensgleichheit besteht aus historischen Gründen u. a. mit den Firmen Tridelta Thermprozess und Tridelta Weichferrite GmbH, die jedoch keinen Teil der Unternehmensgruppe darstellen. Tridelta Überspannungsableiter firmiert seit dem Verkauf 2014 an den japanischen Meiden Konzern unter dem Namen Tridelta Meidensha GmbH und ist ebenfalls kein Teil der heutigen Tridelta Gruppe.